# Waag (Montfoort)
De Waag van Montfoort is een inmiddels afgebroken stadswaag aan de Hoogstraat in de Nederlandse plaats Montfoort. 
De Waag stond aan de Hollandse IJssel die met een waterweg langs de Havenstraat verbonden was met De Plaats waar goederen werden verhandeld op de markt.